# Sergentomyia wynnae
Sergentomyia wynnae är en tvåvingeart som först beskrevs av Watson 1951.  Sergentomyia wynnae ingår i släktet Sergentomyia och familjen fjärilsmyggor.
Artens utbredningsområde är Uganda. Inga underarter finns listade i Catalogue of Life.